# Masdevallia xanthina
Masdevallia xanthina är en orkidéart som beskrevs av Heinrich Gustav Reichenbach. Masdevallia xanthina ingår i släktet Masdevallia och familjen orkidéer. Inga underarter finns listade i Catalogue of Life.